# 벤토로 델 카노역
벤토로 델 카노 역(스페인어: Ventorro del Cano)은 마드리드 경전철 3호선의 역이다. 마드리드 지방 알코르콘 시의 벤토로델카노 산업구역 내에 트란비아 거리와 아로요몰리노스 거리가 만나는 교차로에 위치해 있다. 요금구역상으로는 B1구역에 속한다.

## 역사
2007년 7월 27일 마드리드 경전철 3호선의 개통과 함께 문을 열었다.

## 환승 정보
이 역 주변에는 버스 정류장이 없다.
경전철
| 마드리드 경전철              | 마드리드 경전철       | 마드리드 경전철                         |
| ---------------------------- | --------------------- | --------------------------------------- |
| 몬테프린시페 콜로니아 하르딘 | 마드리드 경전철 3호선 | 프라도 델 에스피노 푸에르타 데 보아디야 |